# Stuck Inside a Cloud
Stuck Inside a Cloud è un brano di George Harrison, settima traccia del suo album postumo Brainwashed del 2002. Pubblicata su un singolo promozionale dalla Parlophone e dalla Dark Horse Records con il numero di serie GEORGE 1, è arrivata alla 27º posto della classifica Adult Contemporary di Billboard nel 2003.
Il numero sette era il preferito, ed il suo brano preferito era sempre alla 7ª posizione dei dischi. Dhani Harrison scelse questo come sua traccia preferita dell'album, e le diede l'onore della settima posizione. Questo viene spiegato nell'edizione speciale di Brainwashed, sul DVD.

## Tracce singolo
1. Stuck Inside a Cloud – 4:02 (George Harrison)